# 8143 Nezval
A 8143 Nezval (ideiglenes jelöléssel 1982 VN) a Naprendszer kisbolygóövében található aszteroida. Antonín Mrkos fedezte fel 1982. november 11-én.